# Saint-Jouan-de-l’Isle
Saint-Jouan-de-l’Isle (bretonisch: Sant-Yowan-an-Enez) ist eine französische Gemeinde mit 456 Einwohnern (Stand 1. Januar 2022) im Département Côtes-d’Armor in der Region Bretagne. Sie gehört zum Arrondissement Dinan und zum Kanton Broons. Die Bewohner nennen sich Saint-Jouannais(es).

## Geografie
Saint-Jouan-de-l’Isle liegt etwa 40 Kilometer nordwestlich von Rennes im Osten des Départements Côtes-d’Armor.

## Geschichte
Im Mittelalter wechselte im Ort oft die Herrscherfamilie. Im Jahr 1625 starben 54 Menschen an der Ruhr und 1638 war die Gemeinde von einem mehrere Monate wütenden Pestzug betroffen. Am 13. Juli 1815 kam es bei Pont-de-l’Isle zu einem Gefecht zwischen Royalisten und kaiserlichen Truppen. Die Gemeinde gehörte von 1793 bis 1801 zum District Broons. Seit 1801 ist Saint-Jouan-de-l’Isle Teil des Arrondissements Dinan. Eine erste namentliche Erwähnung von Saint-Jouan-de-l’Isle fand sich im 13. Jahrhundert als Lehen der Herrschaft Montfort.

## Bevölkerungsentwicklung
| Jahr                       | 1962 | 1968 | 1975 | 1982 | 1990 | 1999 | 2006 | 2012 | 2019 |
| Einwohner                  | 411  | 426  | 415  | 375  | 359  | 345  | 416  | 467  | 495  |
| Quellen: Cassini und INSEE |      |      |      |      |      |      |      |      |      |

Die zunehmende Mechanisierung der Landwirtschaft führte zu einem Absinken der Einwohnerzahlen bis auf die Tiefststände in neuerer Zeit.

## Sehenswürdigkeiten
- Kirche Saint-Jean-Baptiste (älteste Teile aus dem 13. Jahrhundert; 1897 restauriert)
- Fabrikhalle zur Holzverarbeitung aus dem Jahr 1773
- Kreuze von Jegu (1603), Le Poteau (17. Jahrhundert) und Chênot
- Herrenhaus Manoir de Kerouët/Kergouët/Kergoët aus dem 16. Jahrhundert
- einige ältere Häuser im Dorfzentrum (erbaut zwischen 1500 und 1759)
- Denkmal für die Gefallenen[1]

Quelle:

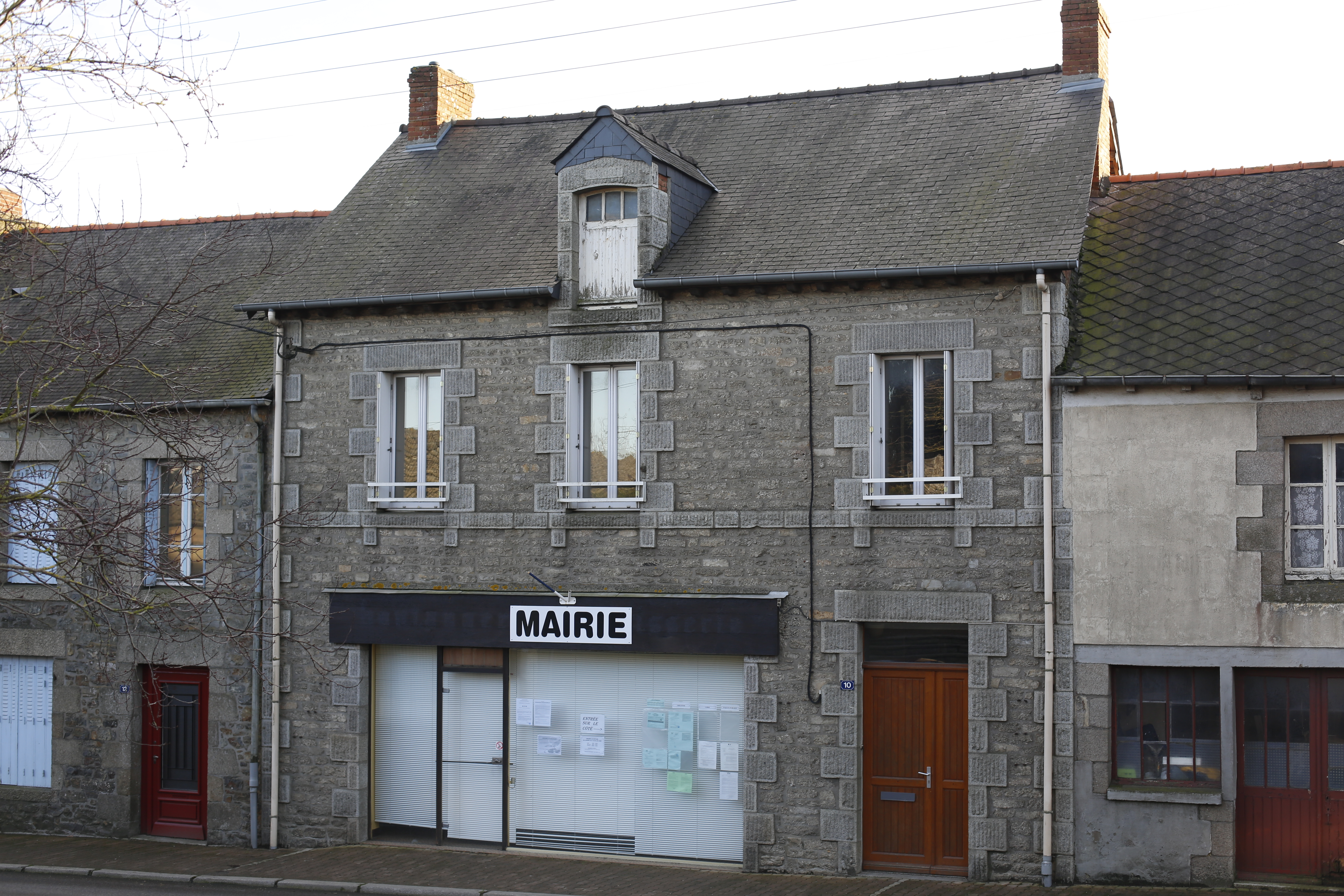
Rathaus (Mairie) von Saint-Jouan-de-l’Isle
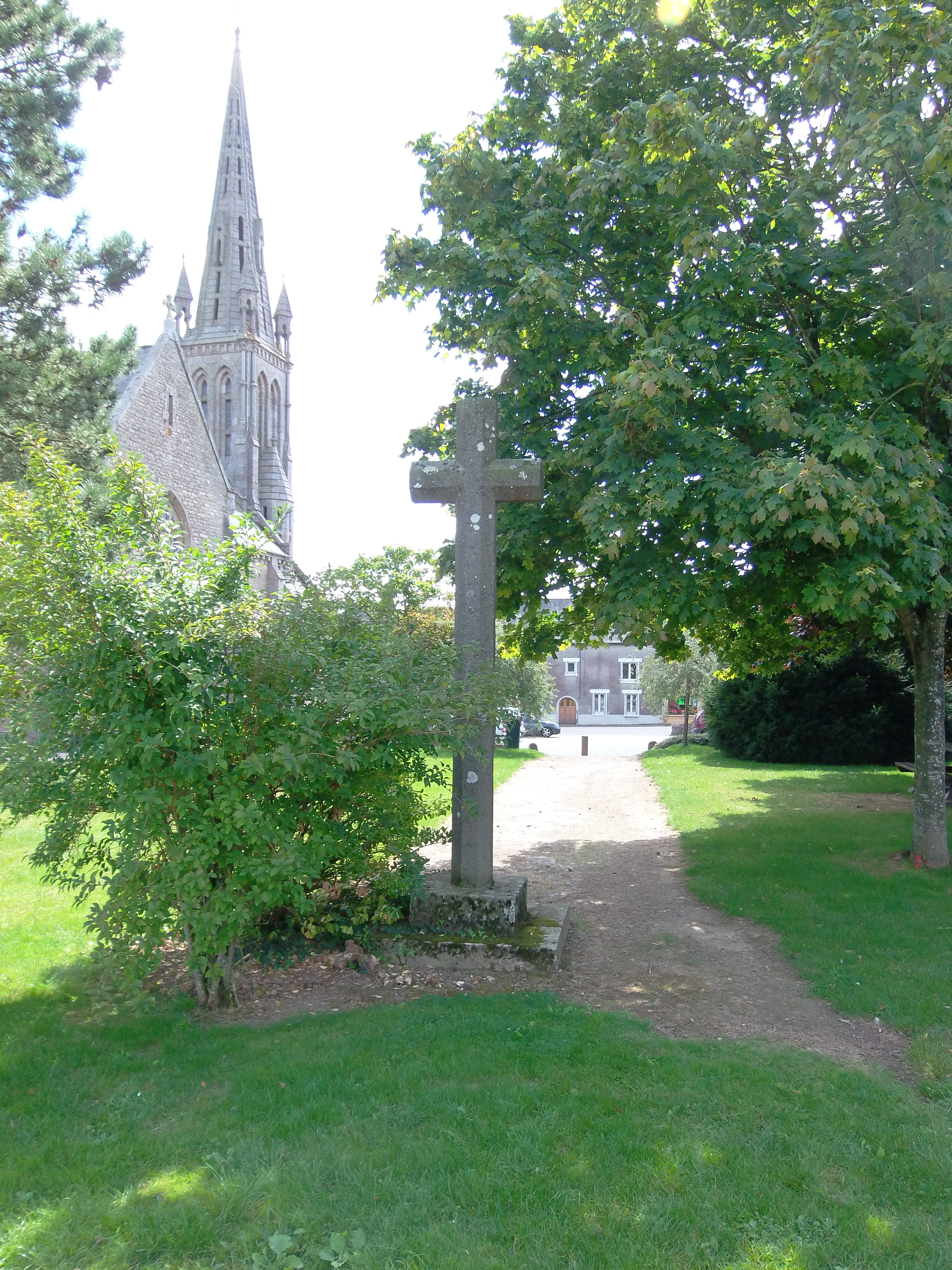
Kreuz im Dorfpark
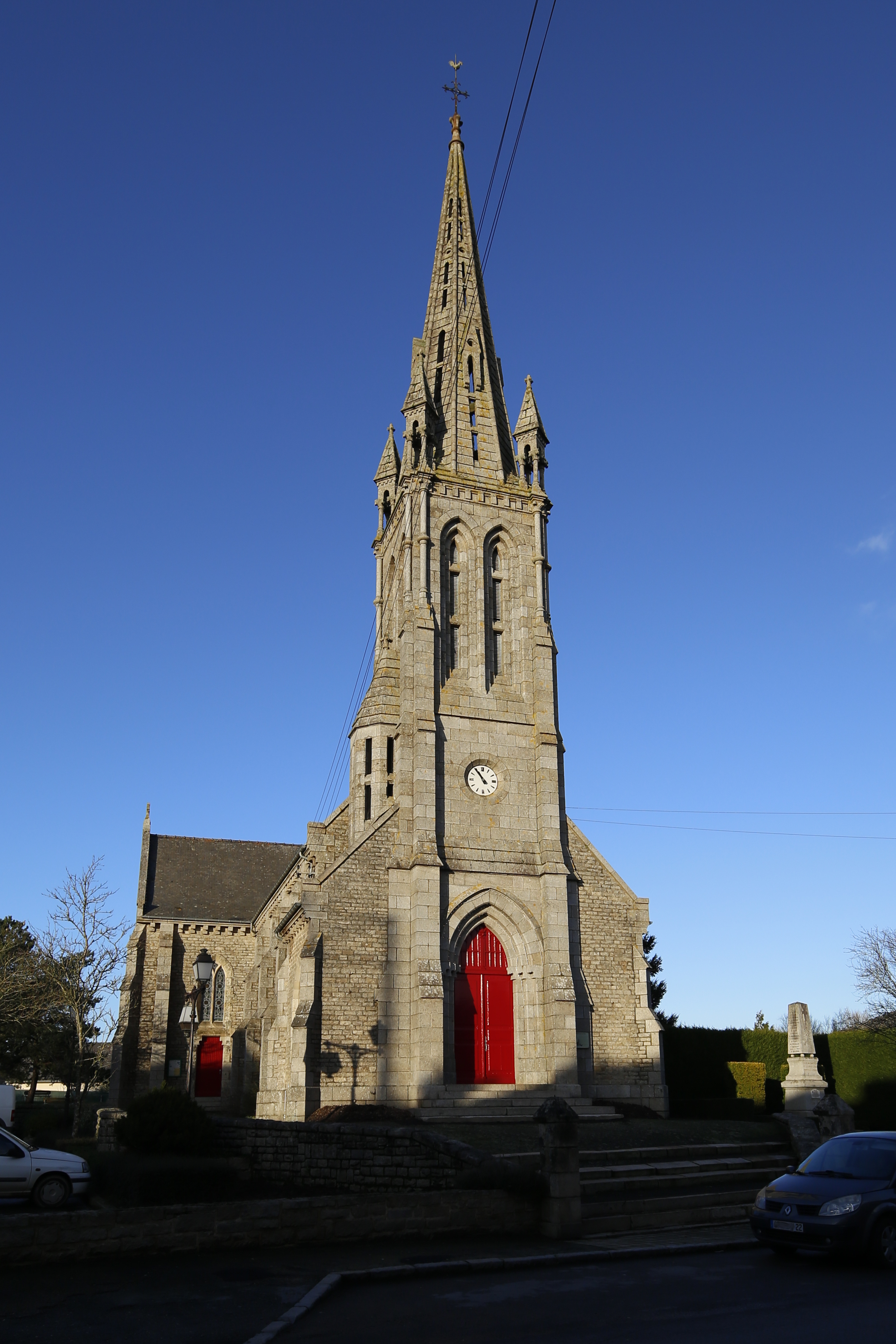
Kirche Saint-Jean-Baptiste